# 小平田浩司
小平田 浩司（こひらた こうじ、1960年12月6日 - ）は、日本の国土交通技官。国土交通省九州地方整備局長や、土木学会全国大会実行委員長を務めた。

## 人物・経歴
鹿児島県鹿児島市出身。鹿児島県立甲南高等学校を経て、1985年九州大学大学院工学研究科修士課程水工土木工学専攻修了、運輸省入省、港湾局開発課配属。沖縄開発庁沖縄総合事務局港湾計画課建設専門官等を経て、1997年建設省第四港湾建設局工務第二課長。
1999年関西国際空港株式会社工務部企画課長。2001年国土交通省航空局飛行場部計画課課長補佐。2003年国土交通省東北地方整備局塩釜港湾空港整備事務所長。2005年茨城県土木部港湾振興監。2008年国土交通省港湾局計画課港湾計画審査官、2009年国土交通省四国地方整備局港湾空港部長。2011年内閣府沖縄振興局参事官（振興第三担当）。
2013年内閣府沖縄総合事務局開発建設部長。2016年から国土交通省九州地方整備局長を務め、熊本地震からの復興対応にあたるなどしたほか、平成29年度土木学会全国大会実行委員長も務めた。2017年一般財団法人港湾空港総合技術センター審議役。のち一般財団法人港湾空港総合技術センター業務執行理事を経て、2020年大林組執行役員土木本部副本部長。